# 大孔牛肝菌属
大孔牛肝菌属（学名：Borofutus）是牛肝菌科下的一个属，于2012年在孟加拉国发现，目前仅包含一个种，即大孔牛肝菌（Borofutus dhakanus),其与海绵牛肝菌属Spongiforma存在较近的亲缘关系  。